# Quatre de Breda
 (février 2020).
Si vous disposez d'ouvrages ou d'articles de référence ou si vous connaissez des sites web de qualité traitant du thème abordé ici, merci de compléter l'article en donnant les références utiles à sa vérifiabilité et en les liant à la section « Notes et références ».
Les Quatre de Breda (après 1966 les « Trois de Breda » et après 1979 les « Deux de Breda ») sont des criminels de guerre allemands qui ont été condamnés à une peine de prison à vie et détenus à Breda aux Pays-Bas pour crimes contre l'humanité.

## Les condamnés

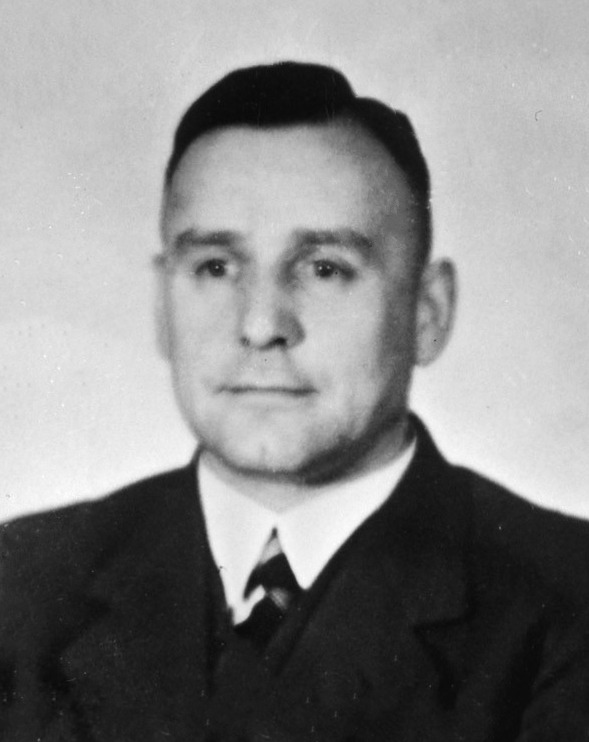
Franz Fischer

- Franz FischerFranz Fischer (1901-1989), a travaillé aux Pays-Bas à partir de février 1942 au sein du service spécial IV B 4 de la Gestapo, appelé Judenreferat, qui était responsable de l'enregistrement, de l'arrestation et de la déportation des Juifs néerlandais. La traque des personnes qui cachaient les persécutés faisait également partie des attributions de Fischer. Dans la cave de la villa de service du BdS à Scheveningen, Fischer maltraitait les détenus avec des bâtons et des barres de fer afin de leur extorquer des aveux par la force. Dans le cadre du "jeu du sous-marin", précurseur de la technique de torture du "waterboarding", il plongeait ses victimes sous l'eau jusqu'à ce qu'elles révèlent des informations utiles. À partir d'août 1942, Fischer a joué un rôle déterminant dans la déportation de 13.000 Juifs de La Haye, dont des malades, des enfants et des vieillards, vers les camps d'extermination à l'Est. En révision d'un jugement de 1949, il a été condamné à la prison à vie l'année suivante pour crimes contre l'humanité[2].Ferdinand aus der Fünten

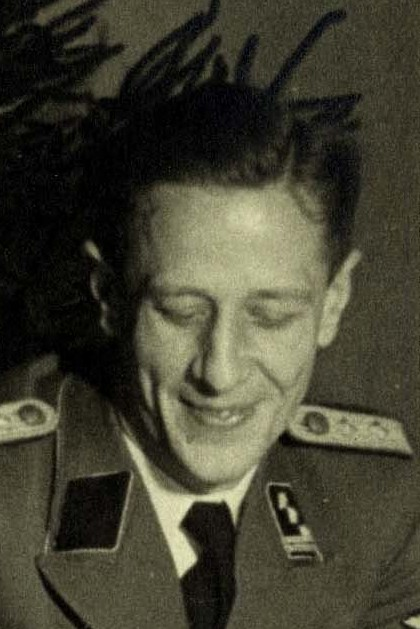
Ferdinand aus der Fünten

- Ferdinand Hugo aus der Fünten (1909-1989) a dirigé à Amsterdam l'Office central pour l'émigration juive des Pays-Bas occupés. Il y a organisé de nombreuses rafles et, sous sa supervision personnelle, les maisons de retraite, les hôpitaux et l'orphelinat juifs de la communauté israélite furent évacués. Ainsi, le 21 janvier 1943, il a coordonné l'évacuation de 1.200 personnes handicapées mentales et de cinquante membres du personnel soignant de l'hôpital juif d'Apeldoorn. Les Waffen SS ont conduit les patients, parfois peu vêtus ou nus, vers des camions qui les ont acheminés vers des wagons de marchandises dans lesquels ils ont été déportés, sans nourriture, ni chauffage, ni couchage, vers le camp de transit de Westerbork et de là vers la Pologne pour y être exterminés. Après le départ des trains, les SS fouillaient les effets personnels des patients. Aus der Fünten s'emparait de l'argent trouvé. En révision d'un jugement de 1949, il a été condamné à la prison à vie en 1950 pour crimes contre l'humanité[3].Joseph Johann Kotälla, également connu sous le nom de Jupp Kotalla

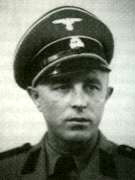
Joseph Johann Kotälla, également connu sous le nom de Jupp Kotalla

- Joseph Johann Kotalla (1908-1979), chef de camp de détention préventive et commandant adjoint du camp de transit d'Amersfoort. À partir de novembre 1939, il a servi dans diverses unités SS, notamment au camp de concentration de Buchenwald. Après avoir occupé différents postes, il a été détaché en 1941 auprès du commandant de la police de sécurité et du service de sécurité du Reichsführer SS (SD) à La Haye, d'où il est venu à Amersfoort. C'est là qu'il fut surnommé le "bourreau d'Amersfoort" en raison de son sadisme. Il maltraitait les détenus sous-alimentés à l'aide de cannes et de matraques en caoutchouc ou lançait des chiens sur eux, il laissait les prisonniers sans nourriture ni eau pendant des heures ou des jours dans un bout de terrain entouré de barbelés à l'intérieur du camp. Il a abattu des dizaines de détenus dans un bois et sur un stand de tir. En décembre 1948, il a été condamné à mort à Amsterdam, notamment pour avoir "tiré ou participé à l'exécution sans procès d'un total de 77 détenus"[4].

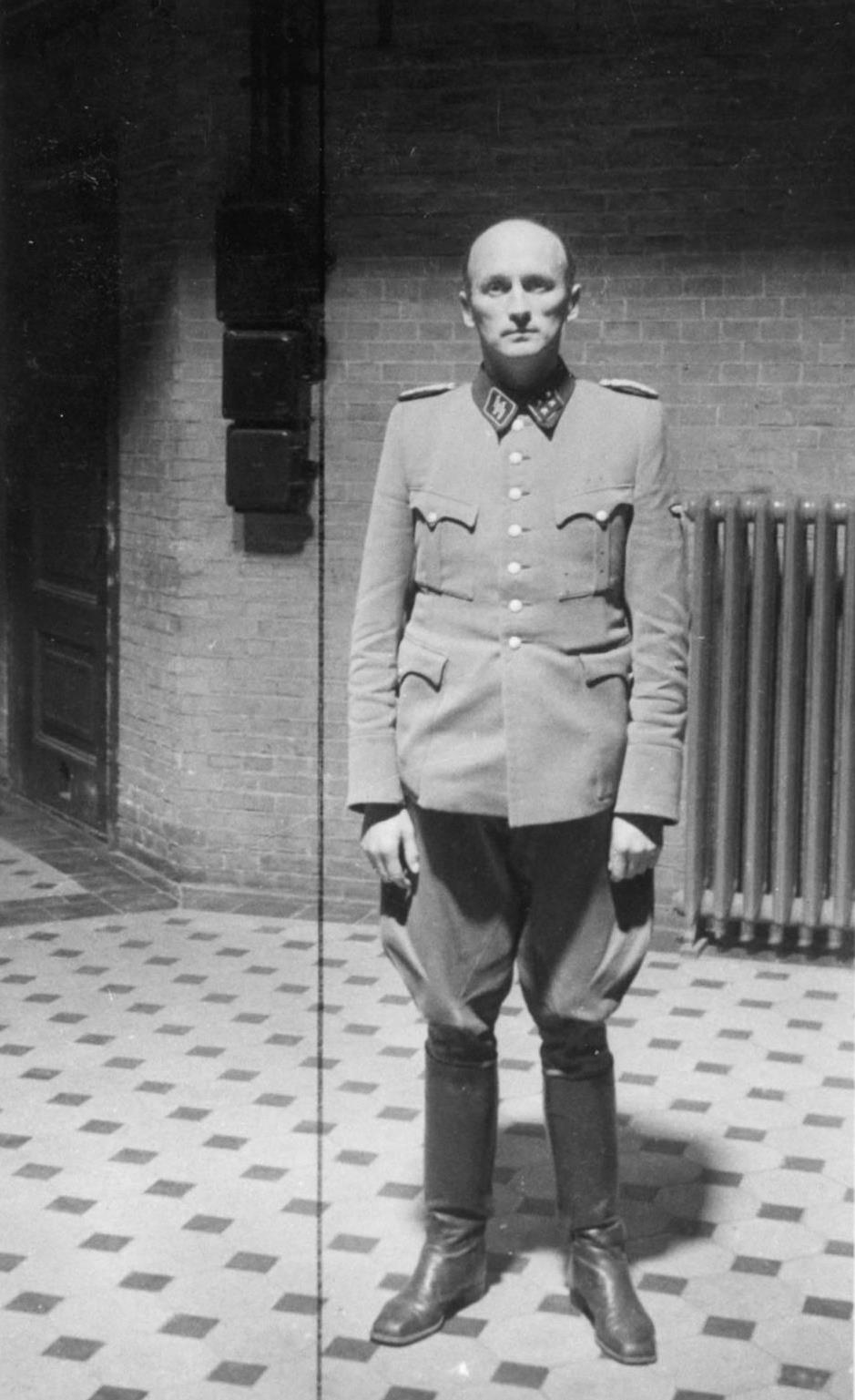
Willy Lages

- Willy LagesWilly Lages (1901-1971) était à la tête de la police de sûreté (Sicherheitspolizei) et du Service de la sécurité du Reichsführer-SS (Sicherheitsdienst ), à Amsterdam, après avoir occupé cette fonction à La Haye. P. Lors de l'"Aktion Silbertanne" (action du sapin argenté), menée avec la collaboration de Lages, le Sicherheitsdienst et ses hommes de main néerlandais assassinèrent sournoisement des dizaines de résistants. En 1941, Lages prit la direction de l'"Office central pour l'émigration juive". Son successeur fut aus der Fünten, avec lequel il déporta des juifs des Pays-Bas par dizaines de milliers vers les camps d'extermination. Lages a été condamné à mort en 1949 pour la déportation de 70.000 Juifs et pour son rôle dirigeant dans l'exécution de 300 personnes au total[4].

## Détention
Dès les années 50, les criminels de guerre bénéficient de la sollicitude des gouvernements allemands successifs, y compris ceux des sociaux-libéraux Willy Brandt et Helmut Schmidt, qui tentent d'obtenir des autorités néerlandaises leur libération.

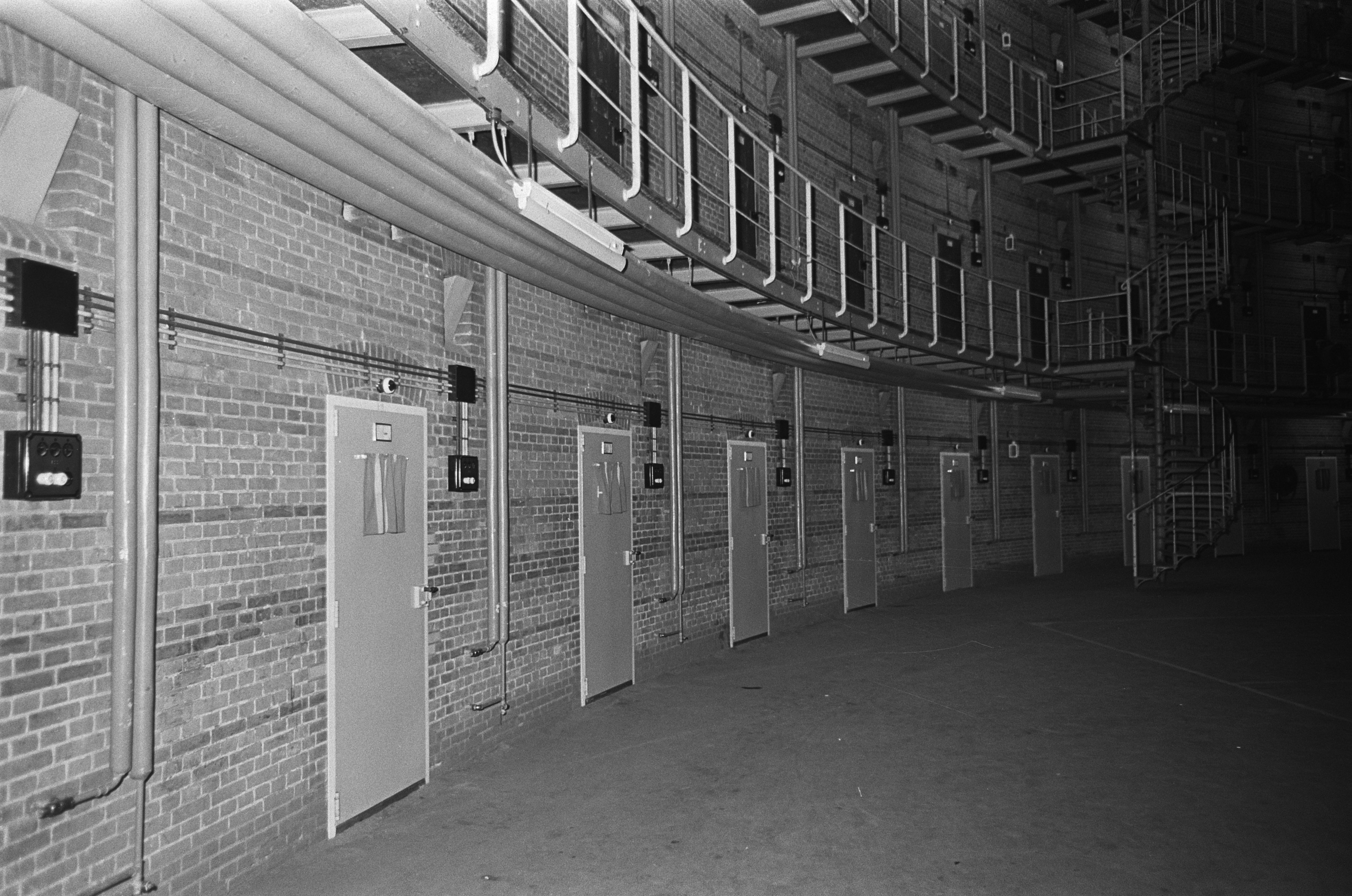
Koepelgevangenis, la prison de Breda où étaient enfermés les criminels de guerre nazis et leurs collaborateurs. Photographie des années 1960.

En 1966, Willy Langes, souffrant de cancer, est libéré pour raisons humanitaires. Kotalla meurt en détention en 1979. Ferdinand aus der Fünten et Franz Fischer sont libérés le 27 janvier 1989; ils décèdent tous deux dans l'année.